# Valentyn Rubčyns'kyj
Valentyn Mykolajovyč Rubčyns'kyj (in ucraino Роман Миколайович Дебелко?; Luc'k, 15 febbraio 2002) è un calciatore ucraino, centrocampista della Dinamo Kiev.

## Carriera

### Club
Cresciuto nel settore giovanile del Dnipro, ha esordito in prima squadra il 30 marzo 2018, in occasione dell'incontro di Druha Liha vinto per 2-0 contro il Sudnobudivnyk Mykolaïv. Nel corso della stagione, gioca altre 3 partite nella terza divisione ucraina.
Nel febbraio 2019, a seguito del fallimento del Dnipro, viene acquistato dall'altra squadra della città, il Dnipro-1. Il 12 aprile 2019 fa il suo esordio con la squadra, disputando l'incontro di Perša Liha vinto per 7-0 contro il Sumy. Negli anni successivi, non riuscendo a disputare alcun incontro ufficiale, viene ceduto in prestito al Nikopol', in terza divisione. Rientrato alla base, il 28 agosto 2022 debutta in Prem"jer-liha, nell'incontro vinto per 0-3 contro la Dinamo Kiev.

### Nazionale
Ha giocato nelle nazionali giovanili ucraine Under-15, Under-16 ed Under-17.

## Statistiche

### Presenze e reti nei club
Statistiche aggiornate al 6 ottobre 2022.
| Stagione        | Squadra         | Campionato      | Campionato | Campionato | Coppe nazionali | Coppe nazionali | Coppe nazionali | Coppe continentali | Coppe continentali | Coppe continentali | Altre coppe | Altre coppe | Altre coppe | Totale | Totale |
| Stagione        | Squadra         | Comp            | Pres       | Reti       | Comp            | Pres            | Reti            | Comp               | Pres               | Reti               | Comp        | Pres        | Reti        | Pres   | Reti   |
| --------------- | --------------- | --------------- | ---------- | ---------- | --------------- | --------------- | --------------- | ------------------ | ------------------ | ------------------ | ----------- | ----------- | ----------- | ------ | ------ |
| 2017-2018       | Dnipro          | 2L              | 4          | 0          | CU              | -               | -               |                    | -                  | -                  |             | -           | -           | 4      | 0      |
| feb.-giu. 2019  | Dnipro-1        | 1L              | 1          | 0          | CU              | -               | -               |                    | -                  | -                  |             | -           | -           | 1      | 0      |
| 2019-2020       | Dnipro-1        | PL              | 0          | 0          | CU              | 0               | 0               |                    | -                  | -                  |             | -           | -           | 0      | 0      |
| 2020-2021       | Dnipro-1        | PL              | 0          | 0          | CU              | 0               | 0               |                    | -                  | -                  |             | -           | -           | 0      | 0      |
| 2021-2022       | Nikopol'        | 2L              | 20         | 3          | CU              | 2               | 0               |                    | -                  | -                  |             | -           | -           | 22     | 3      |
| 2022-2023       | Dnipro-1        | PL              | 28         | 1          |                 | -               | -               | UEL+UECL           | 1+8                | 0+1                |             | -           | -           | 37     | 2      |
| 2023-2024       | Dnipro-1        | PL              | 28         | 0          | KU              | 1               | 0               | UCL+UEL+UECL       | 2+2                | 0+1+0              | -           | -           | -           | 35     | 1      |
| Totale Dnipro-1 | Totale Dnipro-1 | Totale Dnipro-1 | 61         | 1          |                 | 1               | 0               |                    | 15                 | 2                  |             | -           | -           | 77     | 3      |
| Totale carriera | Totale carriera | Totale carriera | 81         | 4          |                 | 3               | 0               |                    | 15                 | 2                  |             | -           | -           | 99     | 6      |

| Cronologia completa delle presenze e delle reti in nazionale ― Ucraina olimpica | Cronologia completa delle presenze e delle reti in nazionale ― Ucraina olimpica | Cronologia completa delle presenze e delle reti in nazionale ― Ucraina olimpica | Cronologia completa delle presenze e delle reti in nazionale ― Ucraina olimpica | Cronologia completa delle presenze e delle reti in nazionale ― Ucraina olimpica | Cronologia completa delle presenze e delle reti in nazionale ― Ucraina olimpica | Cronologia completa delle presenze e delle reti in nazionale ― Ucraina olimpica | Cronologia completa delle presenze e delle reti in nazionale ― Ucraina olimpica |
| Data                                                                            | Città                                                                           | In casa                                                                         | Risultato                                                                       | Ospiti                                                                          | Competizione                                                                    | Reti                                                                            | Note                                                                            |
| ------------------------------------------------------------------------------- | ------------------------------------------------------------------------------- | ------------------------------------------------------------------------------- | ------------------------------------------------------------------------------- | ------------------------------------------------------------------------------- | ------------------------------------------------------------------------------- | ------------------------------------------------------------------------------- | ------------------------------------------------------------------------------- |
| 24-7-2024                                                                       | Lione                                                                           | Iraq olimpica                                                                   | 2 – 1                                                                           | Ucraina olimpica                                                                | Olimpiadi 2024 - 1º turno                                                       | 1                                                                               |                                                                                 |
| 27-7-2024                                                                       | Saint-Etienne                                                                   | Ucraina olimpica                                                                | 2 – 1                                                                           | Marocco olimpica                                                                | Olimpiadi 2024 - 1º turno                                                       | -                                                                               | 72’                                                                             |
| 30-7-2024                                                                       | Lione                                                                           | Ucraina olimpica                                                                | 0 – 2                                                                           | Argentina olimpica                                                              | Olimpiadi 2024 - 1º turno                                                       | -                                                                               | 53’                                                                             |
| Totale                                                                          |                                                                                 | Presenze                                                                        | 3                                                                               |                                                                                 | Reti                                                                            | 1                                                                               |                                                                                 |

## Palmarès

### Club

#### Competizioni nazionali
- Perša Liha: 1

Dnipro-1: 2018-2019
- Campionato ucraino: 1

Dinamo Kiev: 2024-2025